# Laginji
Laginji – wieś w Chorwacji, w żupanii istryjskiej, w gminie Žminj. W 2011 roku liczyła 143 mieszkańców.